# Central Tejo
La Central Tejo, qui appartenait à la CRGE (Compagnies réunies de gaz et électricité), était une centrale thermoélectrique qui éclairait toute la ville et la région de Lisbonne. Elle fut active de 1909 à 1972, mais à partir de 1951, elle ne fut plus utilisée que comme centrale de réserve. La centrale, située à Belém, un arrondissement de la capitale portugaise, connut tout au long des années de nombreuses transformations et agrandissements, ainsi que diverses phases de construction et de production.
La Central Tejo plus primitive, qui n’existe plus aujourd’hui, fut construite en 1909 et resta active jusqu’en 1921. En 1914, de nouveaux travaux commencèrent. Les bâtiments des chaudières de basse pression et la salle des machines furent construits et connurent ultérieurement plusieurs agrandissements. Enfin, en 1941, le plus grand bâtiment de la centrale fut construit, celui des chaudières de haute pression, et dix ans plus tard, il fut agrandi afin d’inclure une chaudière de plus.

En 1975, la centrale ferma officiellement, mais elle était en réalité déjà inactive depuis 1972. La Central Tejo devint alors un important héritage du patrimoine archéologique industriel de la ville de Lisbonne, et fut classé « Bâtiment d’intérêt public » en 1986. Et c’est à partir de 1990 que la Central Tejo fut ouverte au public en tant que musée de l’électricité.

## Histoire
Les bâtiments construits initialement en 1909 constituaient la « Central Tejo » plus primitive, qui maintint son activité jusqu’en 1921. Ces bâtiments, qui n’existent plus aujourd’hui, ont été conçus et dessinés par l’ingénieur Lucien Neu, et leur construction fut confiée à l’entreprise Vieillard & Touzet (ce dernier, Ferdinand Touzet, était un disciple de Gustave Eiffel).
Tout au long des années, la machinerie de cette première centrale fut progressivement modifiée, afin d’augmenter sa capacité de production énergétique. Une fois que tout l’équipement fut installé en 1912, la centrale compta quinze petites chaudières Belleville et cinq groupes de générateurs de 7,75 MW. De 1916 à 1921, la « Central Tejo » reçut de la vapeur des nouvelles chaudières installées dans le bâtiment actuel de basse pression. Après cela, elle fut désactivée, démantelée et commença à être utilisée en tant que zone de stockage et d’ateliers. En 1938, elle fut démolie afin de construire le bâtiment des chaudières de haute pression.

### Période de la basse pression
Les galeries de la basse pression commencèrent à être construites en 1914 et furent terminées en 1930. Leur construction connut trois grandes périodes distinctes:
La première, comprise entre 1914 et 1921, correspond à l'édification de deux galeries industrielles destinées à contenir les chaudières, et à celle de la salle des machines pour les alternateurs et le poste électrique.
La deuxième période, qui commença en 1924 et finit quatre ans plus tard, est celle du premier élargissement de la salle des chaudières, caractérisée par l’addition d’une nouvelle galerie longitudinale, par l’acquisition d’un nouvel ensemble de générateurs, par la construction d’un distributeur de charbon et par la construction des quais pour les chaînes du réseau de réfrigération.
Enfin, la troisième, qui se déroula de 1928 à 1930, correspond à la dernière extension de la salle des chaudières, avec une nouvelle galerie industrielle plus grande que les précédentes, ainsi qu’à l’agrandissement de la salle des machines et le poste électrique. 
Dans les années 1930, la salle des chaudières de la centrale comprenait onze chaudières de basse pression, dont dix était de la marque Babcock & Wilcox et une de la marque Humboldt. Dans la salle des machines on pouvait compter cinq ensembles de générateurs de diverses puissances et marques, parmi lesquelles: Escher & Wiss, AEG, Stal-Asea et Escher Wiss / Thompson.

### Période de haute pression
Quand la puissance augmenta avec les deux nouveaux ensembles de turboalternateurs AEG, mis en place en 1934, il fut nécessaire d’installer de nouvelles chaudières, capables de fonctionner avec de la vapeur de haute pression. La construction s’effectua sur le site de la première version de la centrale, démolie en 1938 pour permettre la construction de ce nouveau bâtiment des chaudières de haute pression. Ce bâtiment est le plus grand des bâtiments qui constituent la centrale, et il comprenait trois grandes chaudières de haute pression de la marque Babcock & Wilcox. Celles-ci commencèrent à fonctionner dès 1941.
Avec la destruction de la « Central Tejo » primitive et l’édification du bâtiment des chaudières de haute pression survint une nouvelle nécessité: il fallait un espace réservé au stockage et aux ateliers. C’est pour cette raison que les CRGE ont acheté les terrains voisins (situés du côté sud-est). Sur ceux-ci se trouvait une ancienne raffinerie de sucre Senna Sugar Estates, Ltd., qui appartenait à la « Companhia de Açucar de Moçambique » (Compagnie de Sucre du Mozambique). Il fut aussi nécessaire de créer une salle destinée au traitement des eaux, qui fut installée dans le bâtiment des chaudières de basse pression après le démantèlement des deux premières.
Le bâtiment des chaudières de haute pression et la « Central Tejo » connurent un dernier élargissement en 1950, pour inclure une quatrième chaudière qui fut mise en place et en marche l’année suivante.

### Intégration dans le réseau électrique national
En 1944, une nouvelle loi (no 2002 – Loi de l’Électrification Nationale) fut mise en place ; celle-ci donna une priorité absolue à la production d’énergie hydroélectrique. Cette loi relégua la « Central Tejo » au second plan dans le secteur de la production électrique en raison de la construction de la première grande centrale hydroélectrique: le barrage du « Castelo do Bode ». Ce barrage commença à être productif en 1951 et, progressivement, la « Central Tejo » devint une centrale de réserve.
Malgré cela, la « Central Tejo » continua à fonctionner de manière ininterrompue de 1951 à 1968, à l’exception de l’année de 1961. En 1972, à la suite d’un attentat contre le régime de Salazar, des câbles de haute tension qui transportaient de l’énergie du barrage du « Castelo do Bode » vers Lisbonne furent coupés et la « Central Tejo » fut mise à nouveau en marche une dernière fois. Elle ferma officiellement en 1975.

### La «Central Tejo» en tant que Musée de l’Électricité
Après la fermeture et la nationalisation des compagnies électriques portugaises, il fut décidé de refaire usage de cet espace en lui attribuant des fins culturelles. La première équipe responsable du musée fut constituée en 1986 et, quatre ans plus tard, le musée ouvrit ses portes au public.
Entre 2001 et 2005, le musée fut soumis à des travaux de réfection afin de récupérer le patrimoine architectonique et le contenu muséologique. En 2006, le musée ouvrit ses portes à nouveau, mais cette fois-ci avec un nouveau projet muséographique, à la fois plus pédagogique et plus dynamique.

## L’ensemble architectonique
L’ensemble architectonique de la « Central Tejo », témoignage des grands ensembles usiniers de la première moitié du XXe siècle, se trouve aujourd’hui dans un parfait état de conservation. Cela grâce aux nombreuses transformations et agrandissements effectués au long des années.
Tous les bâtiments sont esthétiquement harmonieux grâce à leur structure en fer et à leur revêtement en brique. Malgré cette uniformité, on retrouve différents styles parmi les galeries de basse et haute pression.

## Fonctionnement de la centrale
Le principe de base du fonctionnement d’une centrale thermoélectrique est de faire brûler du combustible afin de produire de la vapeur d'eau qui fera tourner un générateur de courant électrique. Cela paraît simple en théorie, mais en pratique il est nécessaire de faire travailler en cohérence un ensemble complexe de machines, de circuits et de logistique.
Le charbon fut le combustible le plus utilisé dans la centrale. Celui-ci était transporté par voie maritime pour après être déchargé sur la place dite du charbon, mis dans un broyeur et puis mélangé dans des silos réservés à cet effet. Une fois mélangé, le charbon était transporté vers un tapis de distribution au sommet du bâtiment pour ensuite être réorienté vers la grille mécanique située à l’intérieur du four. Le charbon était alors brûlé à une température d’environ 1 200 °C.
La chaleur générée par la combustion allait transformer l’eau des conduites intérieures de la chaudière en vapeur. Celle-ci était ensuite acheminée vers les turboalternateurs. L’eau utilisée par la centrale appartenait à un réseau fermé et était chimiquement pure. Pour cela il était donc nécessaire que celle-ci passe par un processus d’épuration et de filtrage afin d’éviter qu’elle ne détériore le matériel de la centrale.
La vapeur était transportée dans des conduites de haute pression (38 kg/cm3) jusqu’aux ensembles de générateurs. Ici, la turbine transformait l’énergie thermique de la vapeur en énergie mécanique et l’alternateur transformait l’énergie mécanique en énergie électrique. Ainsi était produit un courant électrique triphasé de 10 500 V à une fréquence de 50 Hz. Ce courant était ensuite envoyé vers le poste électrique, chargé de distribuer l’électricité aux consommateurs.

## Les conditions de travail de la centrale
Le fonctionnement de la « Central Tejo » n’aurait pas été possible sans son personnel qui y travailla pendant plusieurs générations. Afin de garantir un fonctionnement ininterrompu, les tâches étaient strictement réparties et le système de travail était partagé par des équipes tournantes.
La « Central Tejo » comptait environ cinq cents employés qui travaillaient jour et nuit en se partageant plus de quarante-cinq postes de travail différents. Parmi les différentes fonctions des travailleurs, il y avait des postes très variés qui allaient des déchargeurs de charbon jusqu’aux techniciens et ingénieurs les plus spécialisés, en passant par les travailleurs de la salle des chaudières, des ateliers de charpenterie et de forge, etc.
Les postes liés à l’incinération du charbon étaient les plus éprouvants et les plus durs à supporter. Que ce soit dans la salle des chaudières ou dans la salle des cendriers, les travailleurs étaient contraints de supporter des températures extrêmement élevées, des poussières provenant de la combustion et des bruits assourdissants pendant toutes leurs heures de travail. Malgré cela, c’était dans la salle de chaudière que se concentrait le plus grand nombre de travailleurs et de postes de travail. C’était là que se retrouvaient le chef ingénieur technicien, les ingénieurs techniciens, les chefs fogueiros (fournières), vice-chefs fogueiros, fogueiros, chegadores et les travailleurs d’extraction des cendres, et tous enduraient des conditions de travail atroces, en particulier les derniers cités.

## Valeur patrimoniale
La « Central Tejo » possède une grande valeur patrimoniale, non seulement pour des raisons architectonique ou archéologique, mais aussi historique, sociale, anthropologique et économique.
La « Central Tejo » fut la grande centrale de Lisbonne et du Portugal jusqu’à la fin de la première moitié de XXe siècle. Son périmètre d’action s’étendait à toute la ville de Lisbonne et la région environnante, la Vale do Tejo. Cela signifie que cette centrale, en illuminant des rues, des maisons, et en fournissant de l’énergie aux usines, a changé l’histoire de Lisbonne, et sans elle tout aurait été différent. Elle a donc laissé tout au long des années un patrimoine d’activité indéniable. Elle contribua, bien qu’invisiblement, à l’expansion et à l’accroissement de la ville au XXe siècle, à la mise en place de l’industrialisation régionale et à l’installation de la première ligne de chemin de fer électrifiée du pays (Lisbonne – Cascais).
Simultanément, la « Central Tejo » joua un rôle essentiel dans la modernisation de Lisbonne. C’est grâce au travail pénible de plusieurs générations de travailleurs de la centrale que certains ont pu allumer la lumière chez eux, se promener la nuit éclairés par de la lumière artificielle, ou voyager tranquillement assis dans des tramways qui montaient les infernales collines de Lisbonne.
	De plus, le fait qu’on retrouve à l’intérieur de la centrale tout un patrimoine intact et que celle-ci ait survécu à la désindustrialisation du quartier de Belém, la rend unique dans tout le pays et peut-être même dans toute l’Europe.
- Immeubles: L’ensemble usinier de la « Central Tejo » (classé Immeuble d’Intérêt Public depuis 1986), avec des bâtiments de basse pression et salle des machines (1914-1930), haute pression et salle des eaux (1938-1951), et les différents ateliers de la centrale, dont ensemble des bâtiments, (appartenait autrefois à l’ancienne sucrerie datant de la fin du XIXe siècle / début du XXe) sont maintenant le Centre de documentation et les Fonds des Musée.

- Biens meubles. Qui se trouvent dans le musée actuel: quatre chaudières de haute pression de la marque Babcock & Wilcox de 1941 et 1951; deux turboalternateurs de la marque AEG de 1942 avec leurs condensateurs respectives. Réfrigérateurs, disjoncteurs dans la salle des machines et épurateurs, filtres, pompes et distillateurs dans la salle des eaux, provenant des années 1940 ; portiques de levage de charbon, wagonnets, silos, matériel de charpenterie et de forge, etc. Qui se trouvent dans les zones de stockage et dans le jardin: des ensembles de générateurs provenant d’autres centrales électriques, des régulateurs de vitesse, des vannes, des éléments liés à l’éclairage de Lisbonne, électroménagers de toutes les époques et de toutes sortes, etc.